# NGC 7367
NGC 7367 este o galaxie spirală situată în constelația Pegas. A fost descoperită în 29 august 1864 de către Albert Marth.